# Liste des maires de Villecresnes

## Liste des maires
| Période                                  | Période                   | Identité                           | Étiquette | Qualité |
| ---------------------------------------- | ------------------------- | ---------------------------------- | --------- | --- |
| 1789                                     |                           | Michel Mottheau                    |           | |
| Les données manquantes sont à compléter. |                           |                                    |           | |
| 1793                                     | 1794                      | Louis Jean Baptiste Leduc          |           | |
| 1794                                     | 1795                      | Pierre Chaumée                     |           | |
| 1795                                     | 1795                      | Marcelin Merignarques              |           | |
| 1795                                     | 1796                      | Charles Monfarel                   |           | |
| 1796                                     | 1797                      | Pierre Bedeau                      |           | |
| 1797                                     | 1797                      | Pierre Maurice Gaulois             |           | |
| 1797                                     | 1797                      | Jean-Baptiste Stocard              |           | Avocat au Parlement de Paris |
| 1797                                     | 1797                      | Pierre Maurice Gaulois             |           | |
| 1797                                     | 1798                      | J.-B. Stocard                      |           | |
| 1798                                     | 1798                      | P.-L. Sarrazin                     |           | |
| 1798                                     | 1798                      | Jean-Baptiste Stocard              |           | |
| 1799                                     | 1799                      | Nicolas Giron                      |           | |
| 1799                                     | 1799                      | P.-L. Sarrazin                     |           | |
| 1799                                     | 1800                      | J.-Joseph-Gabriel Pelletier        |           | |
| 1800                                     | 1800                      | Pierre Chaumée                     |           | |
| 1800                                     | 1802                      | Jean-Baptiste Stocard              |           | |
| 1802                                     | 1805                      | François Xavier Proff              |           | |
| 1805                                     | 1808                      | J.-Joseph-Gabriel Pelletier        |           | |
| 1808                                     | 1814                      | Letrésor de Fontenay               |           | |
| 1814                                     | 1815                      | Edme-Louis Reboulleau (1777-1858)  |           | Capitaine retraité, ancien aide de camp Chevalier de la Légion d'honneur (décret impérial du 19 décembre 1808)                                                                               |
| 1815                                     | 1817                      | Charles de Pernon                  |           | |
| 1817                                     | 1830                      | Bazire                             |           | |
| 1830                                     | 1841                      | Edme-Louis Reboulleau (1777-1858)  |           | Capitaine retraité, ancien aide de camp Chevalier de la Légion d'honneur (décret impérial du 19 décembre 1808)                                                                               |
| 1841                                     | 1841                      | Bazire                             |           | |
| 1841                                     | 1848                      | Edme-Louis Reboulleau (1777-1858)  |           | Capitaine retraité, ancien aide de camp Chevalier de la Légion d'honneur (décret impérial du 19 décembre 1808)                                                                               |
| 1848                                     | 1870                      | Pierre Duclos                      |           | |
| 1871                                     | 1871                      | François Brizemur                  |           | |
| 1871                                     | 1912                      | Magloire Richerand (1829-1915)     |           | Propriétaire |
| 1912                                     | 1912                      | Nobert Haag                        |           | |
| 1912                                     | 1925                      | Louis Verrier                      |           | |
| 1925                                     | 1940                      | Charles Lebigre                    |           | |
| 1940                                     | 1940                      | Edmond Mirouel                     |           | |
| 1940                                     | 1941                      | Jules Vandar                       |           | |
| 1941                                     | 1945                      | Jean-Philippe Bertrand (1898-1974) |           | Médecin |
| 1945                                     | 1946                      | Robert Dobigny                     |           | |
| 1946                                     | mars 1971                 | Jean-Philippe Bertrand (1898-1974) |           | Médecin |
| mars 1971                                | mars 1977                 | Léon Constantin (1919-2009)        | SE        | |
| mars 1977                                | mars 2001                 | Pierre Gravelle (1926-2010)        | UDF-PR    | Directeur du service après-vente à la SFENA Conseiller général de Villecresnes (1994 → 2001) Conseiller régional (1986 → 1992)                                                               |
| mars 2001                                | juillet 2003              | Xavier Pozzo di Borgo (1941-2017)  | DL        | Adjoint au maire (1989 → 2001) Démissionnaire pour raisons personnelles |
| juillet 2003                             | 2008                      | Pierre-Jean Gravelle (1951- )      | UMP       | Commercial Conseiller général de Villecresnes (2001 → 2015) Conseiller départemental du Plateau briard (2015 → 2021) Fils de Pierre Gravelle                                                 |
| mars 2008                                | mars 2014                 | Daniel Wappler                     | SE        | Ancien DRH du groupe Saint-Gobain, adjoint au maire (2003 → 2008) Ancien président de la CC du Plateau Briard (2006 → 2006) Ordre national du Mérite : chevalier (1995) puis officier (2004) |
| mars 2014                                | mai 2020                  | Gérard Guille (1945- )             | UMP → LR  | Ingénieur |
| mai 2020                                 | En cours (au 23 mai 2020) | Patrick Farcy (1955- )             | DVC       | Directeur des magasins Orange en Ile-de-France retraité |

## Pour approfondir